# San Marco in Agro Laurentino (titre cardinalice)
Le titre cardinalice de San Marco in Agro Laurentino (Saint Marc en Agro Laurentino) est érigé par le pape Paul VI le 5 mars 1973.
Il est rattaché à l'église San Marco evangelista in Agro Laurentino (it) qui se trouve dans le quartier Giuliano-Dalmata au sud de Rome.

## Titulaires
- Émile Biayenda (1973-1977)
- Alexandre do Nascimento (1983-2024)
- Domenico Battaglia (depuis 2024)